# Hapona
Hapona là một chi nhện trong họ Toxopidae, được mô tả đầu tiên bởi Raymond Robert Forster năm 1970. Ban đầu chúng được xếp vào họ Toxopidae, sau được chuyển về họ Toxopidae năm 2017.

## Các loài
Tính đến  tháng 5 năm 2019 it contains thirteen species, all found in New Zealand:
- Hapona amira Forster, 1970 – New Zealand
- Hapona aucklandensis (Forster, 1964) – New Zealand
- Hapona crypta (Forster, 1964) – New Zealand
- Hapona insula (Forster, 1964) – New Zealand
- Hapona marplesi (Forster, 1964) – New Zealand
- Hapona moana Forster, 1970 – New Zealand
- Hapona momona Forster, 1970 – New Zealand
- Hapona muscicola (Forster, 1964) – New Zealand
- Hapona otagoa (Forster, 1964) (type) – New Zealand
- Hapona paihia Forster, 1970 – New Zealand
- Hapona reinga Forster, 1970 – New Zealand
- Hapona salmoni (Forster, 1964) – New Zealand
- Hapona tararua Forster, 1970 – New Zealand